# Віла-Верде (Фігейра-да-Фош)
Віла-Верде (порт. Vila Verde; МФА: [ˈvi.ɫɐ ˈveɾ.dɨ]) — парафія в Португалії, у муніципалітеті Фігейра-да-Фош. Розташована в західній частині країни, на теренах історичної португальської провінції Бейра. Входить до складу округу Коїмбра. За адміністративним поділом, чинним до 1976 року, терени парафії були складовою провінції Берегова Бейра. Належить до Коїмбрської діоцезії Католицької церкви. Патрон — Santo Aleixo. Площа — 24,8597 км². Населення — 2968 ос. (2011). Слабо урбанізований регіон. Густота населення — 119,39 осіб/км²
. Код — 060513.

## Населення
| Кількість мешканців | Кількість мешканців | Кількість мешканців | Кількість мешканців | Кількість мешканців | Кількість мешканців | Кількість мешканців | Кількість мешканців | Кількість мешканців | Кількість мешканців | Кількість мешканців | Кількість мешканців | Кількість мешканців | Кількість мешканців | Кількість мешканців |
| ------------------- | ------------------- | ------------------- | ------------------- | ------------------- | ------------------- | ------------------- | ------------------- | ------------------- | ------------------- | ------------------- | ------------------- | ------------------- | ------------------- | ------------------- |
| 1864                | 1878                | 1890                | 1900                | 1911                | 1920                | 1930                | 1940                | 1950                | 1960                | 1970                | 1981                | 1991                | 2001                | 2011                |
| 818                 | 933                 | 1 142               | 1 914               | 1 983               | 2 213               | 2 828               | 2 966               | 3 172               | 3 212               | 3 036               | 2 735               | 3 256               | 3 193               | 2 968               |